# Werner Block (Ingenieur)
Walter Karl Werner Block (* 1935) ist ein deutscher Elektroingenieur. Für seine Entwicklungen auf dem Gebiet der Beleuchtung wurde er 1978, 1981 und 1988 mit Oscars in technischen Kategorien ausgezeichnet.

## Leben
Werner Block studierte von 1954 bis 1963 Elektrotechnik an der Technischen Universität Berlin (TU Berlin) und schrieb dort seine Diplomarbeit. Seit 1964 wirkte er bei Osram in der Entwicklungsabteilung. Ab 1968 war er dort Leiter der Abteilung Entwicklung Sonderlampen. 1977 legte er seine Dissertation Untersuchung über den Flimmereffekt beim Filmen mit welligem Licht an der TU Berlin vor.

## Schriften
- Untersuchung über den Flimmereffekt beim Filmen mit welligem Licht. Berlin, Technische Universität, Fachbereich 21 – Umwelttechnik, Dissertation, 1977.
- mit Michael J. McGovern, Thomas M. Lemons: A New Daylight Light Source. In: Journal of the SMPTE, Volume 83, Issue 9, 1974, doi:10.5594/J06925.

## Auszeichnungen
- 1978: Auszeichnung mit dem Oscar für technische Verdienste „for the development of the HMI high-efficiency discharge lamp for motion picture lighting“, mit Bernhard Kuhl[1]
- 1981: Auszeichnung mit dem Scientific & Engineering Award „for the progressive engineering and manufacture of the OSRAM HMI light source for motion picture color photography“ mit Bernhard Kuhl
- 1988: Auszeichnung mit dem Scientific and Technical Academy Award of Merit „for the invention and the continuing improvement of the OSRAM HMI light source for motion picture photography“, mit Bernhard Kuhl